# Liste der Ehrenbürger von Gütersloh
Die Stadt Gütersloh hat seit 1882 18 Personen das Ehrenbürgerrecht verliehen.
Hinweis: Die Auflistung erfolgt chronologisch nach Datum der Zuerkennung.

## Die Ehrenbürger der Stadt Gütersloh

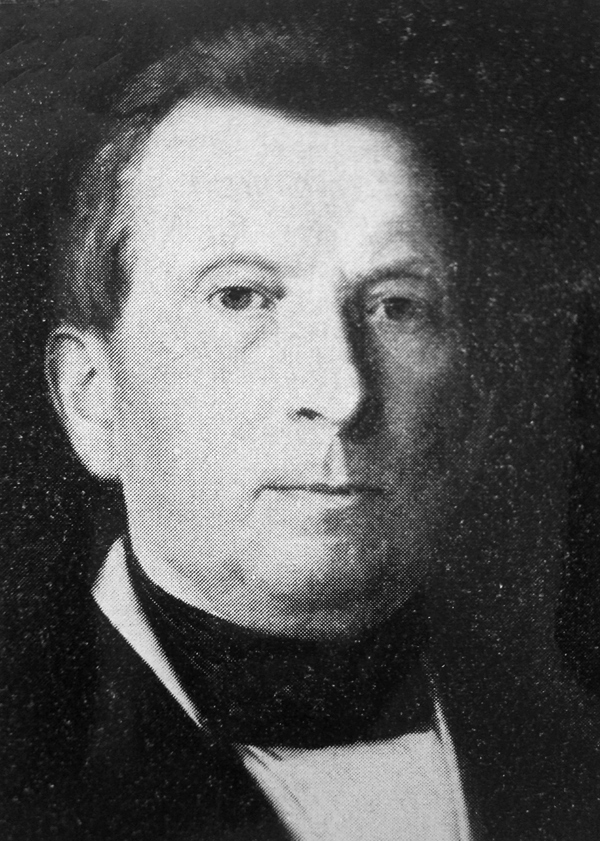
Friedrich Wilhelm Stohlmann

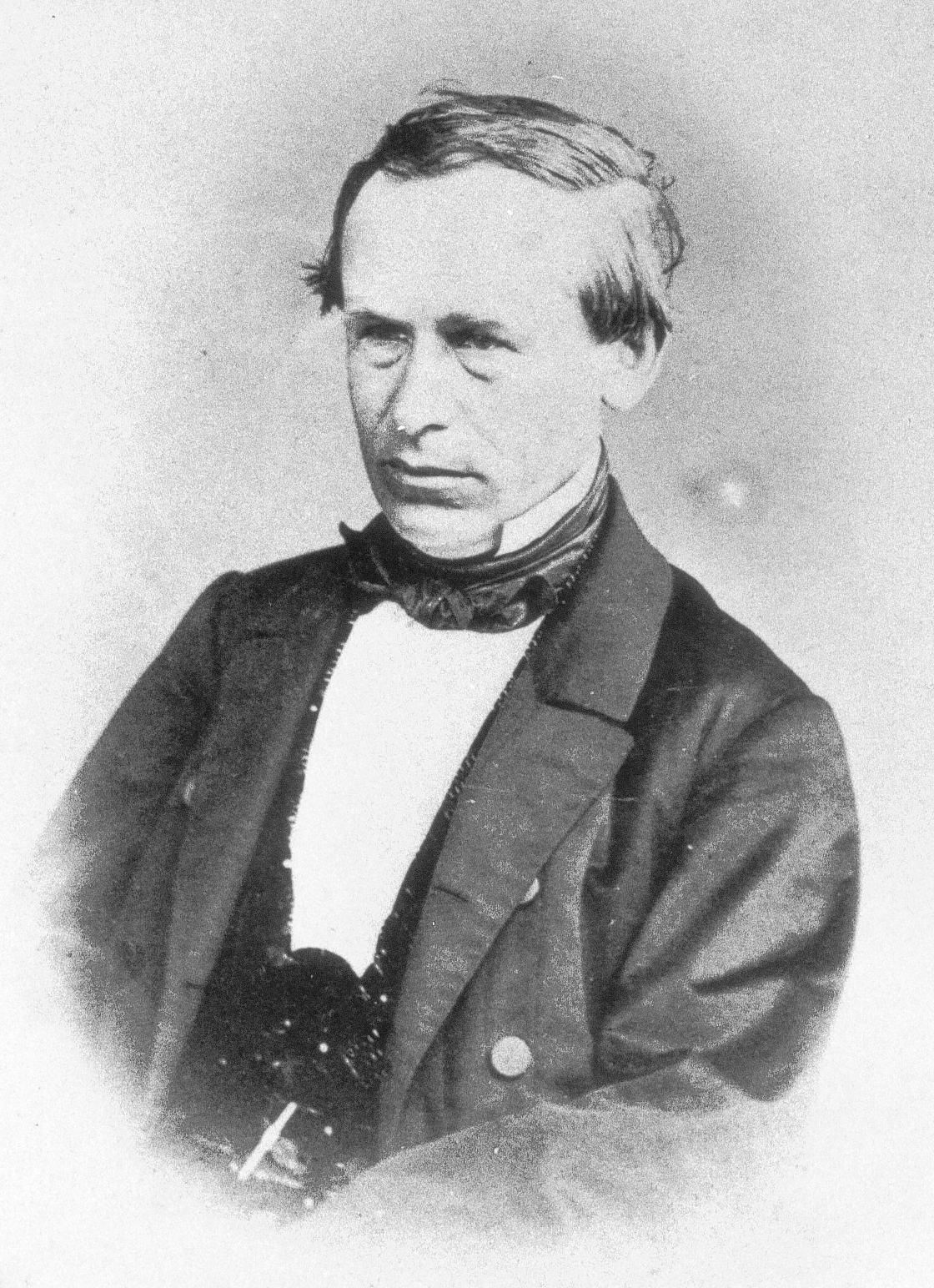
Carl Zumwinkel

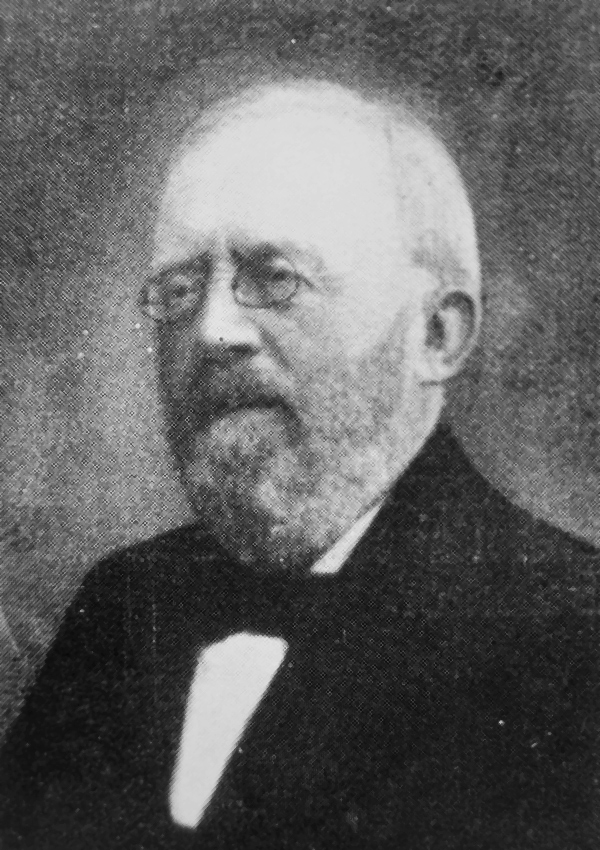
Wilhelm Niemöller

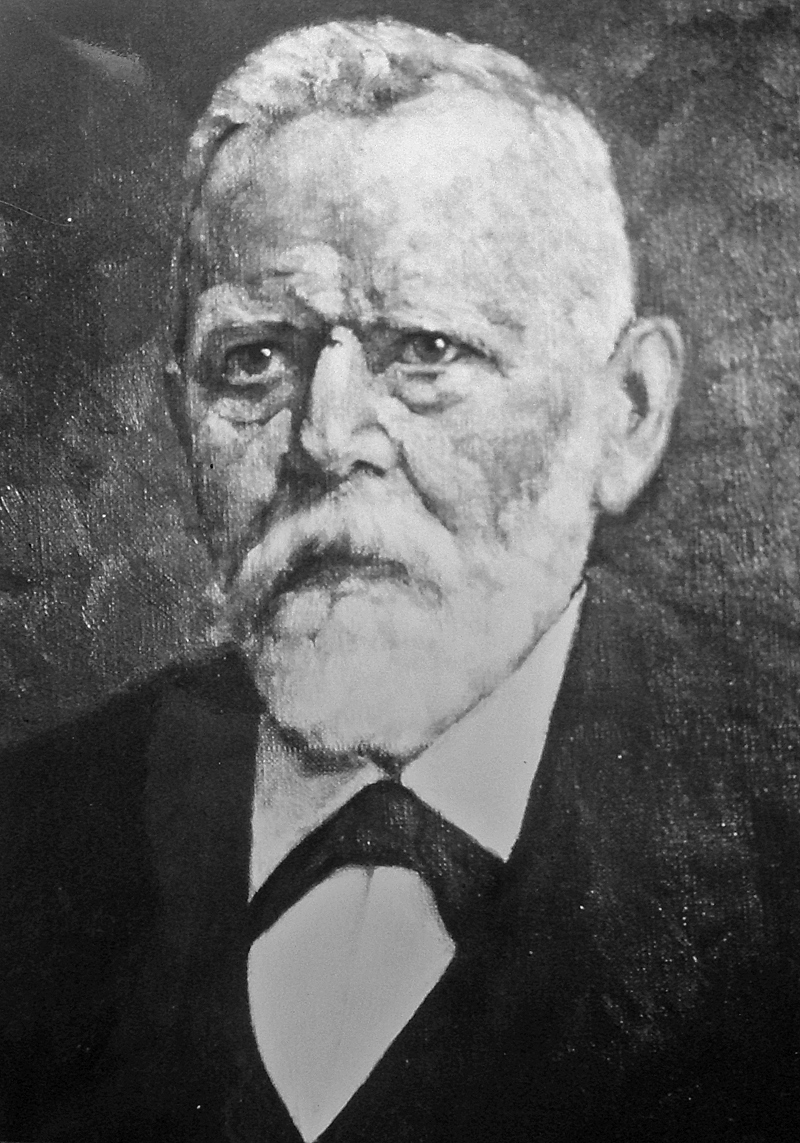
Wilhelm Schlüter

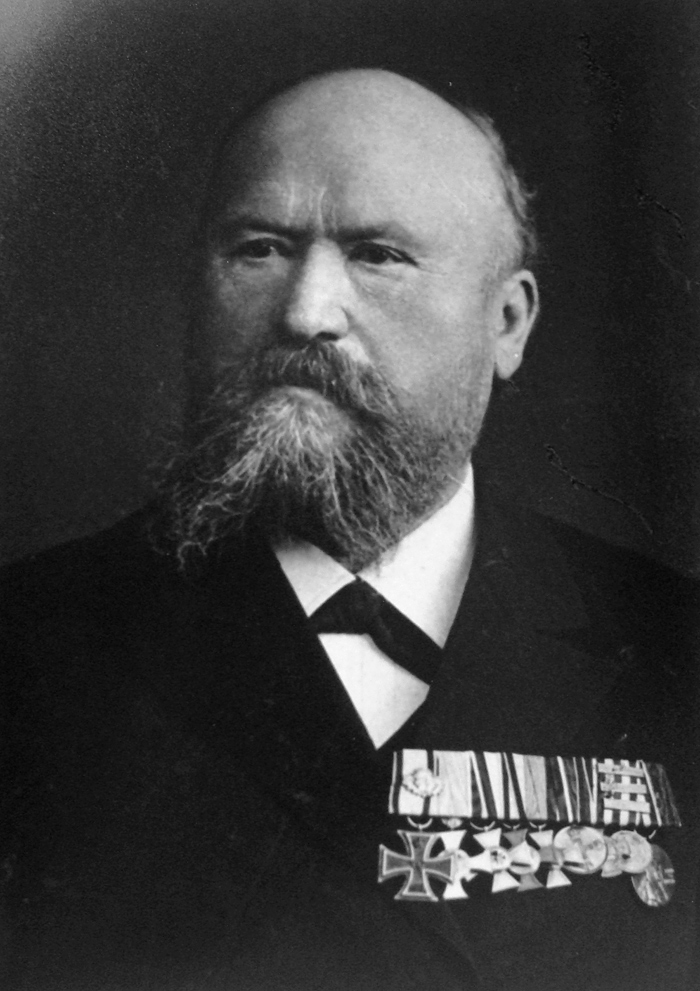
Emil Mangelsdorf

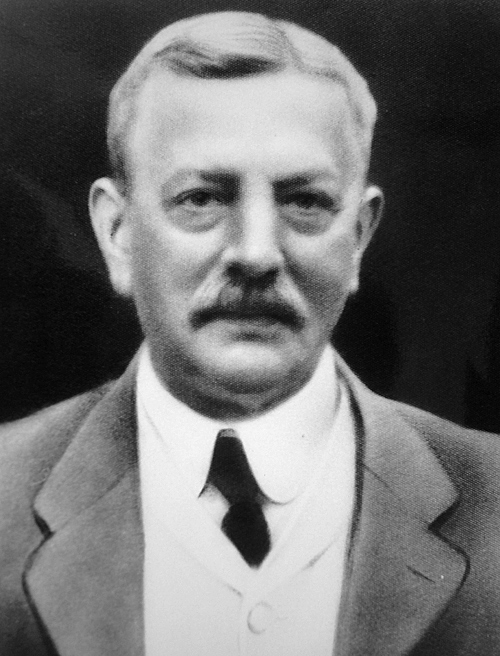
Wilhelm Wolf

1. Friedrich Wilhelm Stohlmann (* 16. Februar 1803 in Gütersloh; † 6. November 1886 ebenda)
Arzt, Mitglied des Magistrats
Verleihung 1882
Setzte sich für das Allgemeinwohl ein. War erster leitender Arzt des Ev. Krankenhauses und betreute die Verwundeten im Deutsch-Französischen Krieg 1870/71. Arbeitete an einer Stadtchronik mit. Gründete die erste Wetterstation in Gütersloh.
2. Carl zum Winkel (* 5. Mai 1821 in Gütersloh; † 30. Mai 1913 ebenda)
Sanitätsrat
Verleihung 1900
Behandelte die nach Gütersloh verlegten Verwundeten des Deutsch-Französischen Krieges 1870/71. Praktizierte sechs Jahrzehnte als Armen- und Impfarzt, als Chirurg, Geburtshelfer und Kreiswundarzt. Ehrenbürgerschaft wegen der „idealen Auffassung seines köstlichen Berufs“.
3. Wilhelm Niemöller (* 17. Oktober 1831 in Gütersloh; † 1. Mai 1915 ebenda)
Mühlenbesitzer
Verleihung 1911
Engagierte sich ehrenamtlich im kirchlichen Bereich, war Presbyter, Kirchmeister und Kurator des Evangelisch Stiftischen Gymnasiums, außerdem langjähriger Stadtverordneter. Wirkte als solcher 34 Jahre lang im Armenvorstand. Leuchtete „der Bürgerschaft in allen Bürgertugenden als Vorbild voran“.
4. Wilhelm Schlüter (* 1844 in Dortmund-Hörde; † 27. März 1930 in Gütersloh)
Medizinalrat
Verleihung 1918
Setzte sich für „die Wohlfahrt und das Gedeiehen seiner Vaterstadt ein“ und „stellte seine reichen Geistesgaben in selbstloser Weise in den Dienst der Stadt Gütersloh“. Richtete eine Fürsorgestelle für Tuberkulosepatienten ein, leitete das Ev. Krankenhaus. Engagierte sich in mehreren Ärzteverbänden. War langjähriges Mitglied im Stadtrat und im Kreistag. Engagierte sich ehrenamtlich für Gütersloher Vereine.
5. Emil Mangelsdorf (* 14. März 1839 in Prenzlau/Uckermark; † 25. März 1925 in Gütersloh)
Bürgermeister, Mitglied des Kreisausschusses und des Westfälischen Provinzial-Landtags
Verleihung 1924
Förderte die Stadtentwicklung: Eingemeindung der Bauerschaften, Befestigung von Straßen, Bau des Wasserturms, Gründung des Wasserwerks, Gründung der heutigen Volksbank, Errichtung einer Volksbadeanstalt, Bau einer Volksbücherei u. a. m.
6. Wilhelm Wolf (* 20. Juni 1859 in Gütersloh; † 30. März 1933 ebenda)
Unternehmer (Band- und Gurtweberei Güth & Wolf)
Verleihung 1929
Machte sich um das Gütersloher Schul- und Berufsschulwesen verdient. Förderte den Bau von Kindergärten, Arbeiterwohnungen und eines Kriegerdenkmals.
7. Hugo Brinkmann (* 11. August 1867 in Gütersloh; † 18. Juni 1948 ebenda)
Justizrat
Verleihung 1932
Setzte sich als Ratsherr von 1902 bis 1927 für das Allgemeinwohl ein, z. B. für die Anlage des Stadtparks und die Ansiedlung der Firmen Miele und Drahtwolf. War Vorsitzender verschiedener Kuratorien und städtischer Kommissionen.
8. Carl Miele sen. (* 25. Juli 1869 in Herzebrock; † 24. Dezember 1938 in Gütersloh)
Unternehmer
Verleihung 1932
Gründete die Firma Miele, die er 1907 von Herzebrock nach Gütersloh verlegte. Setzte sich für soziale Belange und die katholische Kirchengemeinde ein.
9. Thomas Plaßmann (* 13. März 1879 in Avenwedde; † 23. Februar 1959 in New York)
Priester
Verleihung 1957
Förderte das Ansehen der Stadt. Leitete die St. Bonaventure University in New York.
10. Eduard Wolf (* 1885; † 1961)
Unternehmer (Gustav Wolf Seil- und Drahtwerke GmbH & Co.)
Verleihung 1960
Förderte das Ansehen der Stadt. War Vorsitzender verschiedener Wirtschaftsverbände, engagierte sich auf lokaler Ebene in mehreren Vereinen.
11. Carl Miele jun. (* 22. Februar 1897 in Herzebrock; † 18. Juni 1986 in Gütersloh)
Unternehmer
Verleihung 1977
Baute die von seinem Vater gegründete Firma aus und engagierte sich in politischen und kirchlichen Ehrenämtern. Gründete 1949 den Gütersloher Anglo-German Club und wurde für seine Verdienste um die Völkerverständigung zum Officer of the British Empire ernannt.
12. Reinhard Mohn (* 29. Juni 1921 in Gütersloh; † 3. Oktober 2009 in Steinhagen)
Unternehmer, Verleger
Verleihung 1981
Entwickelte die Firma Bertelsmann zu einem Weltkonzern.
13. Willy Eichberg (* 18. April 1919 in Gütersloh; † 27. April 2007 ebenda)
Geschäftsführer der Gewerkschaft Textil-Bekleidung, Direktor der AOK, von 1948 bis 1984 im Stadtrat, davon 1952 bis 1984 SPD-Fraktionsvorsitzender
Verleihung 1984
politisches und außerpolitisches Engagement
14. Rudolf Miele (* 4. November 1929 in Gütersloh; † 19. August 2004 ebenda)
Unternehmer
Verleihung 1999
Förderte das Wohlergehen und die Entwicklung der Stadt durch soziales, kulturelles und politisches Engagement. Gründete die Miele-Stiftung, die Jugend- und Bildungsprojekte fördert.
15. Peter Zinkann (* 17. September 1928 in Bremen)
Unternehmer (Miele)
Verleihung 2003
16. Gerd Wixforth (* 24. Januar 1934 in Gütersloh; † 15. April 2014)
Stadtdirektor Güterslohs 1969–1999
Verleihung 2009
Außergewöhnlicher Einsatz für die Stadt Gütersloh, der weit über die beruflichen Anforderungen hinausging. Engagement in zahlreichen Gütersloher Vereinen und Einrichtungen.
17. Liz Mohn (* 21. Juni 1941 in Wiedenbrück)
Unternehmerin (Bertelsmann)
Verleihung 2016
18. Werner Gehring (* 26. Januar 1935 in Gütersloh; † 6. Dezember 2020)
Unternehmer (Gehring-Bunte)
Verleihung 2020
Soziales Engagement, Gründung der Renate-Gehring-Stiftung, Vorsitzender mehrerer Stiftungen